# Suboxone

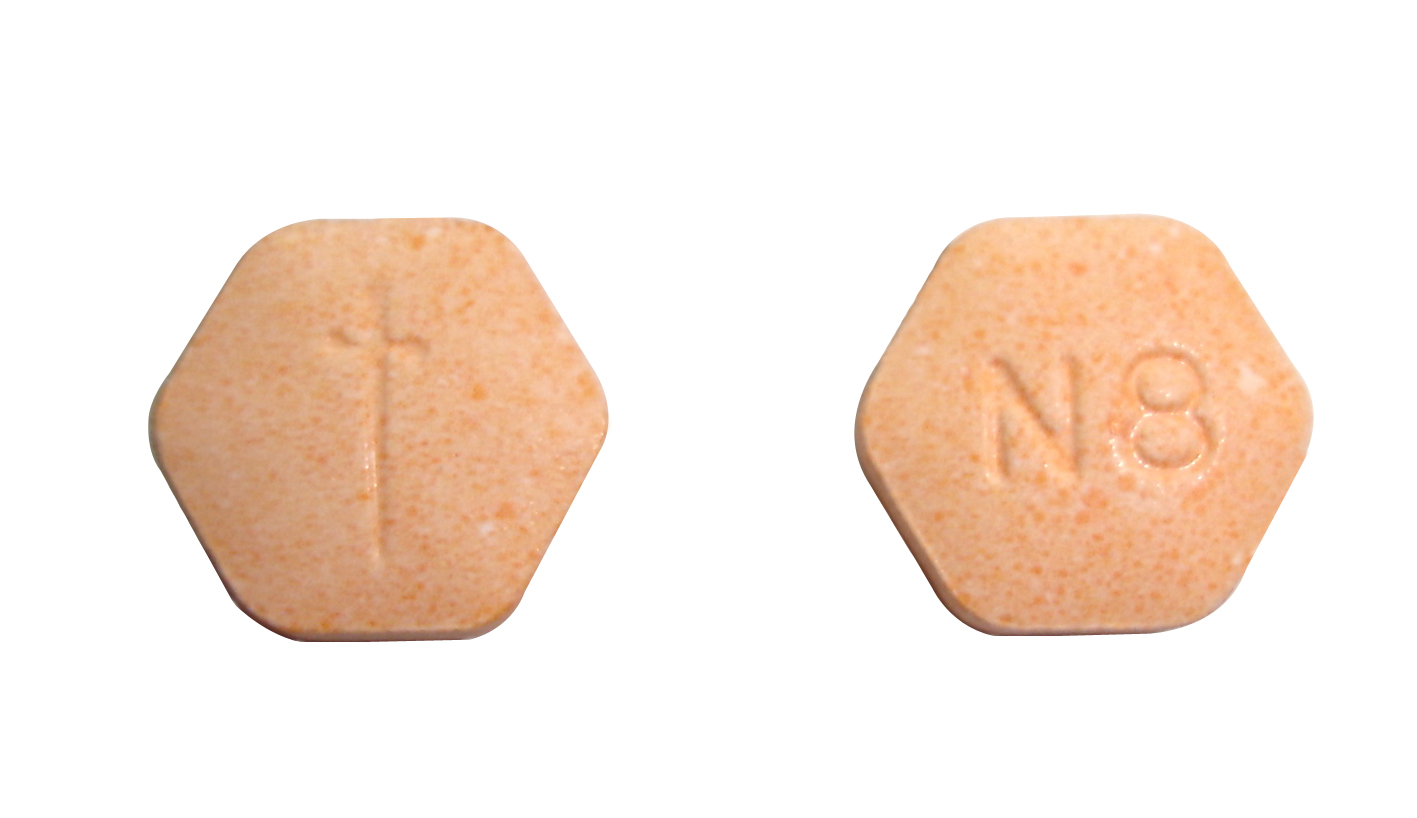
Suboxone-tabletter.

Suboxone är ett läkemedel som används vid behandling av opiatberoende narkomaner. Suboxone verkar genom att minska suget efter opiater som till exempel heroin.
De verksamma substanserna i Suboxone är buprenorfin och naloxon. Suboxone är godkänt för läkemedelsassisterad behandling (så kallad underhållsbehandling) av personer beroende av opioider inom ramen för ett medicinskt, socialt och psykologiskt rehabiliteringsprogram. Läkemedlet är inte att rekommendera för gravida, då Naloxon kan vara skadligt för fostret. Gravida bör därför använda ett preparat som endast innehåller Buprenorfin, eventuellt hänvisar läkare till metadonbehandling eftersom kvinnan då slipper gå igenom avtändning under pågående graviditet.
Tidigare fanns Buprenorfin i läkemedlet Subutex, som inte innehåller Naloxon för sådan behandling. Subutex är sedan 2012 avregistrerat i Sverige. Buprenorfin i högre doser för underhållsbehandling finns även i flera generiska former.
Naloxon är egentligen ett motgift mot opiater såsom Buprenorfin och Heroin, men kan endast tas upp i kroppen om den tillförs intravenöst. Tanken är att ifall Suboxone skulle injiceras så hade Buprenorfinet hindrats från att aktivera hjärnans opiatreceptorer på grund av att Naloxonet blockerar dem, och därmed hindra ett eventuellt rus. Det finns även en hypotetisk aspekt som visar på att Naloxon, även kallat Narkante, också kan blockera hjärnans egna dopaminreceptorer. På detta sätt är det tänkt att risken för felanvändning och missbruk som kan förekomma med Subutex som endast innehåller Buprenorfin som verksam substans ska minska. I praktiken kan dock Suboxone missbrukas på det här sättet ändå på grund av att Buprenorfin nästan har 3 gånger högre affinitet för opiatreceptorerna än Naloxon. Buprenorfin konkurrerar därför ut Naloxon vid eventuell injektion. När Suboxone intas som det är tänkt, genom att lägga de sublinguala tabletterna under tungan, så tas endast Buprenorfin och inte Naloxon upp i kroppen.
Suboxone är lika beroendeframkallande som buprenorfinpreparaten utan tillsatser (Subutex, Temgesic, Norspan med flera).
Suboxone finns i styrkorna (Buprenorfin respektive Naloxon) 8mg / 2mg samt 2mg / 0,5mg 